# 索爾達特西克 (大皮薩里夫卡區)
50°26′22″N 35°12′39″E / 50.43944°N 35.21083°E
索爾達特斯凱（烏克蘭語：Солдатське）是位於烏克蘭東北部的村莊，由蘇梅州奥赫蒂尔卡区的特羅斯佳內茨市鎮負責管轄。該村處於沃爾斯克拉河左岸，分別距離克拉姆昌卡2公里和卡坦西克4.5公里，海拔高度117米，2001年人口743。